# Critics’ Choice Movie Awards 2012
Die Critics’ Choice Movie Awards 2012 wurden von der Broadcast Film Critics Association am 12. Januar 2012 im Hollywood Palladium Theater am Sunset Boulevard im kalifornischen Los Angeles vergeben. Die Kritiker würdigten auf der insgesamt 17. Verleihung der Awards die besten Leistungen des Filmjahres 2011. Die Zeremonie wurde von Rob Huebel und Paul Scheer moderiert und live auf dem US-Kabelsender VH1 ausgestrahlt.
Die Nominierungen für die diesjährigen 24 Kategorien wurden am 13. Dezember 2011 bekanntgegeben.

## Gewinner und Nominierte
| Film                                                 | N   | A |
| ---------------------------------------------------- | --- | - |
| The Artist                                           | 110 | 4 |
| Hugo Cabret                                          | 110 | 1 |
| The Help                                             | 8   | 3 |
| Drive                                                | 8   | 1 |
| The Descendants – Familie und andere Angelegenheiten | 7   | 1 |
| Gefährten                                            | 7   | 1 |
| The Tree of Life                                     | 5   | 1 |
| Harry Potter und die Heiligtümer des Todes – Teil 2  | 4   | 2 |
| Extrem laut & unglaublich nah                        | 4   | 1 |
| Die Muppets                                          | 4   | 1 |
| My Week with Marilyn                                 | 4   | 0 |
| Super 8                                              | 4   | 0 |
| Brautalarm                                           | 3   | 1 |
| Midnight in Paris                                    | 3   | 1 |
| Die Kunst zu gewinnen – Moneyball                    | 3   | 1 |
| Planet der Affen: Prevolution                        | 3   | 1 |
| Young Adult                                          | 3   | 0 |

### Bester Film
- The Artist
  - The Descendants – Familie und andere Angelegenheiten (The Descendants)
  - Drive
  - Extrem laut & unglaublich nah (Extremely Loud & Incredibly Close)
  - The Help
  - Hugo Cabret (Hugo)
  - Midnight in Paris
  - Die Kunst zu gewinnen – Moneyball (Moneyball)
  - The Tree of Life
  - Gefährten (War Horse)

### Bester Hauptdarsteller
- George Clooney – The Descendants – Familie und andere Angelegenheiten (The Descendants)
  - Leonardo DiCaprio – J. Edgar
  - Jean Dujardin – The Artist
  - Michael Fassbender – Shame
  - Ryan Gosling – Drive
  - Brad Pitt – Die Kunst zu gewinnen – Moneyball (Moneyball)

### Beste Hauptdarstellerin
- Viola Davis – The Help
  - Elizabeth Olsen – Martha Marcy May Marlene
  - Meryl Streep – Die Eiserne Lady (The Iron Lady)
  - Tilda Swinton – We Need to Talk About Kevin
  - Charlize Theron – Young Adult
  - Michelle Williams – My Week with Marilyn

### Bester Nebendarsteller
- Christopher Plummer – Beginners
  - Kenneth Branagh – My Week with Marilyn
  - Albert Brooks – Drive
  - Nick Nolte – Warrior
  - Patton Oswalt – Young Adult
  - Andy Serkis – Planet der Affen: Prevolution (Rise of the Planet of the Apes)

### Beste Nebendarstellerin
- Octavia Spencer – The Help
  - Bérénice Bejo – The Artist
  - Jessica Chastain – The Help
  - Melissa McCarthy – Brautalarm (Bridesmaids)
  - Carey Mulligan – Shame
  - Shailene Woodley – The Descendants – Familie und andere Angelegenheiten (The Descendants)

### Beste Jungdarsteller
- Thomas Horn – Extrem laut & unglaublich nah (Extremely Loud & Incredibly Close)
  - Asa Butterfield – Hugo Cabret (Hugo)
  - Elle Fanning – Super 8
  - Ezra Miller – We Need to Talk About Kevin
  - Saoirse Ronan – Wer ist Hanna? (Hanna)
  - Shailene Woodley – The Descendants – Familie und andere Angelegenheiten (The Descendants)

### Bestes Schauspielensemble
- The Help
  - The Artist
  - Brautalarm (Bridesmaids)
  - The Descendants – Familie und andere Angelegenheiten (The Descendants)
  - The Ides of March – Tage des Verrats (The Ides of March)

### Beste Regie
- Michel Hazanavicius – The Artist
  - Stephen Daldry – Extrem laut & unglaublich nah (Extremely Loud & Incredibly Close)
  - Alexander Payne – The Descendants – Familie und andere Angelegenheiten (The Descendants)
  - Nicolas Winding Refn – Drive
  - Martin Scorsese – Hugo Cabret (Hugo)
  - Steven Spielberg – Gefährten (War Horse)

### Bestes Originaldrehbuch
- Woody Allen – Midnight in Paris
  - Michel Hazanavicius – The Artist
  - Will Reiser – 50/50 – Freunde fürs (Über)Leben (50/50)
  - Tom McCarthy & Joe Tiboni – Win Win
  - Diablo Cody – Young Adult

### Bestes adaptiertes Drehbuch
- Steven Zaillian, Aaron Sorkin & Stan Chervin – Die Kunst zu gewinnen – Moneyball (Moneyball)
  - Alexander Payne, Nat Faxon & Jim Rash – The Descendants – Familie und andere Angelegenheiten (The Descendants)
  - Eric Roth – Extrem laut & unglaublich nah (Extremely Loud & Incredibly Close)
  - Tate Taylor – The Help
  - John Logan – Hugo Cabret (Hugo)

### Beste Kamera
- Janusz Kamiński – Gefährten (War Horse)
- Emmanuel Lubezki – The Tree of Life
  - Newton Thomas Sigel – Drive
  - Robert Richardson – Hugo Cabret (Hugo)
  - Guillaume Schiffman – The Artist

### Bestes Szenenbild
- Dante Ferretti & Francesca Lo Schiavo – Hugo Cabret (Hugo)
  - Jack Fisk & David Crank – The Tree of Life
  - Laurence Bennett & Gregory S. Hooper – The Artist
  - Rick Carter & Lee Sandales – Gefährten (War Horse)
  - Stuart Craig & Stephenie McMillan – Harry Potter und die Heiligtümer des Todes – Teil 2 (Harry Potter and the Deathly Hallows: Part 2)

### Bester Schnitt
- Kirk Baxter & Angus Wall – Verblendung (The Girl with the Dragon Tattoo)
  - Matthew Newman – Drive
  - Thelma Schoonmaker – Hugo Cabret (Hugo)
  - Michel Hazanavicius & Anne-Sophie Bion – The Artist
  - Michael Kahn – Gefährten (War Horse)

### Beste Kostüme
- Mark Bridges – The Artist
  - Jill Taylor – My Week with Marilyn
  - Michael O’Connor – Jane Eyre
  - Sandy Powell – Hugo Cabret (Hugo)
  - Sharen Davis – The Help

### Bestes Make-up
- Harry Potter und die Heiligtümer des Todes – Teil 2 (Harry Potter and the Deathly Hallows: Part 2)
  - Albert Nobbs
  - J. Edgar
  - My Week with Marilyn
  - Die Eiserne Lady (The Iron Lady)

### Beste visuelle Effekte
- Planet der Affen: Prevolution (Rise of the Planet of the Apes)
  - Harry Potter und die Heiligtümer des Todes – Teil 2 (Harry Potter and the Deathly Hallows: Part 2)
  - Hugo Cabret (Hugo)
  - Super 8
  - The Tree of Life

### Bester Ton
- Harry Potter und die Heiligtümer des Todes – Teil 2 (Harry Potter and the Deathly Hallows: Part 2)
  - Hugo Cabret (Hugo)
  - Super 8
  - The Tree of Life
  - Gefährten (War Horse)

### Bester animierter Spielfilm
- Rango
  - Arthur Weihnachtsmann (Arthur Christmas)
  - Kung Fu Panda 2
  - Der gestiefelte Kater (Puss in Boots)
  - Die Abenteuer von Tim und Struppi – Das Geheimnis der Einhorn (The Adventures of Tintin)

### Bester Actionfilm
- Drive
  - Fast & Furious Five (Fast Five)
  - Wer ist Hanna? (Hanna)
  - Planet der Affen: Prevolution (Rise of the Planet of the Apes)
  - Super 8

### Beste Komödie
- Brautalarm (Bridesmaids)
  - Crazy, Stupid, Love.
  - Kill the Boss (Horrible Bosses)
  - Midnight in Paris
  - Die Muppets (The Muppets)

### Bester fremdsprachiger Film
- Nader und Simin – Eine Trennung (جدایی نادر از سیمین)
  - In Darkness (W ciemności)
  - Le Havre
  - Die Haut, in der ich wohne (La piel que habito)
  - Wer weiß, wohin? (Et maintenant, on va où?)

### Bester Dokumentarfilm
- George Harrison – Living in the Material World (George Harrison: Living in the Material World)
  - Buck – Der wahre Pferdeflüsterer (Buck)
  - Die Höhle der vergessenen Träume (Cave of Forgotten Dreams)
  - Page One: Inside the New York Times
  - Project Nim
  - Ungeschlagen (Undefeated)

### Bestes Lied
- „Life’s A Happy Song“ von Bret McKenzie – Die Muppets (The Muppets)
  - „Hello Hello“ von Elton John & Bernie Taupin – Gnomeo und Julia (Gnomeo and Juliet)
  - „Man or Muppet“ von Bret McKenzie – Die Muppets (The Muppets)
  - „Pictures in My Head“ von Jeannie Lurie, Aris Archontis & Chen Neeman – Die Muppets (The Muppets)
  - „The Living Proof“ von Mary J. Blige, Thomas Newman & Harvey Mason junior – The Help

### Bester Komponist
- Ludovic Bource – The Artist
  - Cliff Martinez – Drive
  - Howard Shore – Hugo Cabret (Hugo)
  - John Williams – Gefährten (War Horse)
  - Trent Reznor & Atticus Ross – Verblendung (The Girl with the Dragon Tattoo)